# Amilcar CC
Amilcar CC är en sportbil från franska Amilcar som tillverkades mellan åren 1922 och 1925.